# 英吉利鎮區 (伊利諾州澤西縣)
英吉利鎮區（英語：English Township）是位於美國伊利诺伊州澤西縣的一個行政鎮區。

## 地方資料
根據2010年美國人口普查的數據，英吉利鎮區的面積為95.80平方千米，當中陸地面積為95.77平方千米，而水域面積為0.03平方千米。當地共有人口458人，而人口密度為每平方千米4.78人。